# Xã Mead, Quận Warren, Pennsylvania
Xã Mead (tiếng Anh: Mead Township) là một xã thuộc quận Warren, tiểu bang Pennsylvania, Hoa Kỳ. Năm 2010, dân số của xã này là 1.386 người.